# When It Comes Down to It: 1968-1977
When It Comes Down To It.......1968-1977 é uma coletânea musical da cantora e atriz estadunidense Liza Minnelli. Lançada em 2002, reúne uma seleção de faixas de quatro álbuns lançados entre 1968 e 1977, a saber: Liza Minnelli (1968), Come Saturday Morning (1969), The Singer (1973) e Tropical Nights (1977). Desse último álbum citado, inclui a música que dá título a compilação. Além da seleção dos álbuns mencionados, três canções lançadas em singles foram incluídas, sendo elas: "Mr. Emery Won't Be Home" (1972), "Harbour" (1974) e "More Than I Like You" (1974).
O álbum é uma antologia da gravadora Raven Records, que o definiu como uma "coleção esclarecedora e reveladora de músicas de uma jovem cantora curiosa, que se move livremente pelos compositores e letristas de destaque do final dos anos 60 e início dos anos 70, nos ambientes de pop/rock e de cantores-compositores".
Algumas das faixas aparecem pela primeira vez no formato CD e de acordo com a Raven "têm uma fragilidade e musicalidade surpreendentes, com um humor delicadamente excêntrico e arranjos envolventes", além de um encarte de 16 páginas, com uma extensa coleção de imagens e notas detalhadas.
Apesar de receber críticas favoráveis de veículos de comunicação especializados em música, falhou em aparecer nas paradas de sucesso.

## Recepção crítica
| Críticas profissionais | Críticas profissionais |
| Avaliações da crítica  | Avaliações da crítica  |
| Fonte                  | Avaliação              |
| ---------------------- | ---------------------- |
| AllMusic               | [ 10 ]                 |
| Broadway World         | Favorável              |

As resenhas dos críticos especializados em música foram favoráveis.
William Ruhlmann, do site AllMusic, avaliou com quatro estrelas e meia de cinco e escreveu que Minnelli "estava muito mais à vontade com o pop tradicional do que com o trabalho dos cantores e compositores dos anos 60 e 70", que é o que está incluído na seleção de faixas da compilação. Afirmou que as melhores performances incluem músicas realmente escritas para Minnelli ou aquelas às quais ela claramente se sente conectada", tais como: "Come Saturday Morning" e "The Singer". Ele considerou que para os fãs, o melhor que o lançamento traz são as faixas resgatadas de singles não incluídos em álbuns, particularmente ambos os lados de um compacto simples que continha duas das melhores composições de Allen, "Harbour" e "More Than I Like You".
O crítico do site Broadway World escreveu para os leitores "esquecerem" as canções com as quais Minnelli se tornou conhecida e desfrutar da compilação que, segundo ele, trazia o melhor repertório do final dos anos de 1960 e início dos anos de 1970.

## Desempenho comercial
Comercialmente, falhou em aparecer na parada Billboard 200.

## Lista de faixas
- Créditos adaptados do CD When It Comes Down To It.......1968-1977, de 2004.[14]

| N.º | Título                                | Compositor(es)                              | Álbum                 | Duração |  |
| 1.  | "Love Story"                          | Randy Newman                                | Come Saturday Morning | 2:22    |  |
| 2.  | "The Debutante's Ball"                | Randy Newman                                | Liza Minnelli         | 2:54    |  |
| 3.  | "Happyland"                           | Randy Newman                                | Liza Minnelli         | 2:24    |  |
| 4.  | "So Long Dad"                         | Randy Newman                                | Liza Minnelli         | 2:09    |  |
| 5.  | "For No One"                          | John Lennon / Paul McCartney                | Liza Minnelli         | 2:18    |  |
| 6.  | "Wherefore And Why"                   | Gordon Lightfoot                            | Come Saturday Morning | 2:32    |  |
| 7.  | "Wailing Of The Willow"               | Harry Nilsson                               | Come Saturday Morning | 2:00    |  |
| 8.  | "You Better Sit Down Kids"            | Sonny Bono                                  | Liza Minnelli         | 3:27    |  |
| 9.  | "Raggedy Ann & Raggedy Andy"          | Marilyn Bergman, Alan Bergman, Walter Marks | Come Saturday Morning | 3:27    |  |
| 10. | "Leavin' On A Jet Plane"              | John Denver                                 | Come Saturday Morning | 3:10    |  |
| 11. | "Don't Let Me Lose This Dream"        | Aretha Franklin, Ted White                  | Come Saturday Morning | 3:00    |  |
| 12. | "Come Saturday Morning"               | Dory Previn, Fred Karlin                    | Come Saturday Morning | 1:45    |  |
| 13. | "(The Tragedy Of) Butterfly McHeart"  | Peter Allen, Chris Allen                    | Liza Minnelli         | 2:16    |  |
| 14. | "Simon"                               | Peter Allen                                 | Come Saturday Morning | 2:16    |  |
| 15. | "Harbour"                             | Peter Allen                                 | Single only           | 2:16    |  |
| 16. | "More Than I Like You"                | Peter Allen                                 | Single only           | 2:16    |  |
| 17. | "Mr. Emery Won't Be Home"             | Bob Stone                                   | Single only           | 2:48    |  |
| 18. | "Don't Let Me Be Lonely Tonight"      | James Taylor                                | The Singer            | 3:52    |  |
| 19. | "Dancing In The Moonlight"            | Sherman Kelly                               | The Singer            | 3:19    |  |
| 20. | "I Believe In Music"                  | Mac Davis                                   | The Singer            | 3:37    |  |
| 21. | "Use Me"                              | Bill Withers                                | The Singer            | 3:39    |  |
| 22. | "The Singer"                          | Walter Marks                                | The Singer            | 2:31    |  |
| 23. | "I'd Love You To Want Me"             | Kent Lavoie (Lobo)                          | The Singer            | 3:36    |  |
| 24. | "I Love Every Little Thing About You" | Stevie Wonder                               | Tropical Nights       | 3:11    |  |
| 25. | "When It Comes Down To It"            | Minnie Riperton, Richard Rudolph            | Tropical Nights       | 3:35    |  |
| 26. | "Come Home Babe"                      | Jim Grady                                   | Tropical Nights       | 3:21    |  |